# Federico Beltrán Masses
Pour les articles homonymes, voir Beltran.
Federico Armando Beltrán Masses, né le 8 juillet 1885 à Guira de Melena (Cuba) et mort le 4 octobre 1949 à Barcelone, est un peintre espagnol.

## Biographie
Federico Beltrán Masses est né à Cuba, alors dernière colonie d'Espagne, où son père militaire était en poste. Il déménage à Barcelone à l'age de sept ans et se forme tout d'abord à l'École des beaux-arts de Barcelone, puis se rend à Madrid où il poursuit son apprentissage des arts espagnols et européens au Prado aux côtés du peintre Joaquin Sorolla.
En 1915, il réalise le portrait d'une comtesse espagnole nue : La Maja Marquesa. La toile fait scandale et est refusée par le Comité de l'Exposition nationale des Beaux-Arts. 
À la suite de cette affaire, Federico Beltran Masses décide de s'installer à Paris en 1916. Ayant reçu le soutien de la royauté espagnole à la suite de l'achat d'une de ses toiles par le roi Alfonso XIII, l'artiste acquiert une réputation importante qui lui ouvre les portes de la haute société parisienne. 
Il reçoit ainsi en 1916 la reconnaissance de la Société nationale des beaux-arts à Paris, ville dans laquelle il continue à vivre les années suivantes.
En 1920, l'artiste expose à la Biennale de Venise et rencontre un grand succès. Il expose notamment un nu intitulé Salome, peinture aujourd'hui exposée au Musée d'art déco et d'art Nouveau Casa Lis à Salamanque. 
Ce voyage a une grande influence sur sa production artistique puisque, à la suite de ce séjour, il prend l'habitude de placer ses figures dans des cadres vénitiens imaginaires, comme c'est le cas pour le Portrait de Madeleine Bonnardel, Comtesse de Montgomery.
Au cours de ses multiples expositions internationales, Beltrán-Masses remporte de nombreux prix aux États-Unis (où il devient ami avec Rudolph Valentino), en Belgique, en Italie et en Inde, et prend part à l'exposition hispano-française des Beaux-Arts en 1919.
Les portraits de femmes sont la spécialité de Federico Beltran Masses. Il les représente mystérieuses et séductrices, utilisant des tonalités à la fois sombres et intenses. 
Toute l'originalité de sa peinture réside dans ses scènes de nuit et son utilisation dramatique de la lumière. Pour parvenir à cette atmosphère si particulière, le peintre travaille dans une pièce sombre où il projette la lumière sur ses modèles, créant un contraste étrange entre les corps et les décors. 
Ses nuances de bleu profond sur ciel étoilé, caractérisent son ton préféré connu sous le nom de "Beltran Blue". 
L'héritage espagnol et cubain du peintre est également visible à travers les costumes des personnages et les multiples références musicales et poétiques.
Sa  peinture rappelle aussi l'atmosphère des Fleurs du Mal de Charles Baudelaire et sera choisie pour illustrer une édition du recueil de poésie.
Federico Beltran Masses rencontre un grand succès de son vivant et réalise le portrait de nombreuses personnalités, de membres de la royauté comme le roi George VI, d'acteurs comme Charlie Chaplin, Rudolph Valentino ou Douglas Fairbanks, et d'hommes d'affaires tel que William Randolph Hearst.

## Distinctions

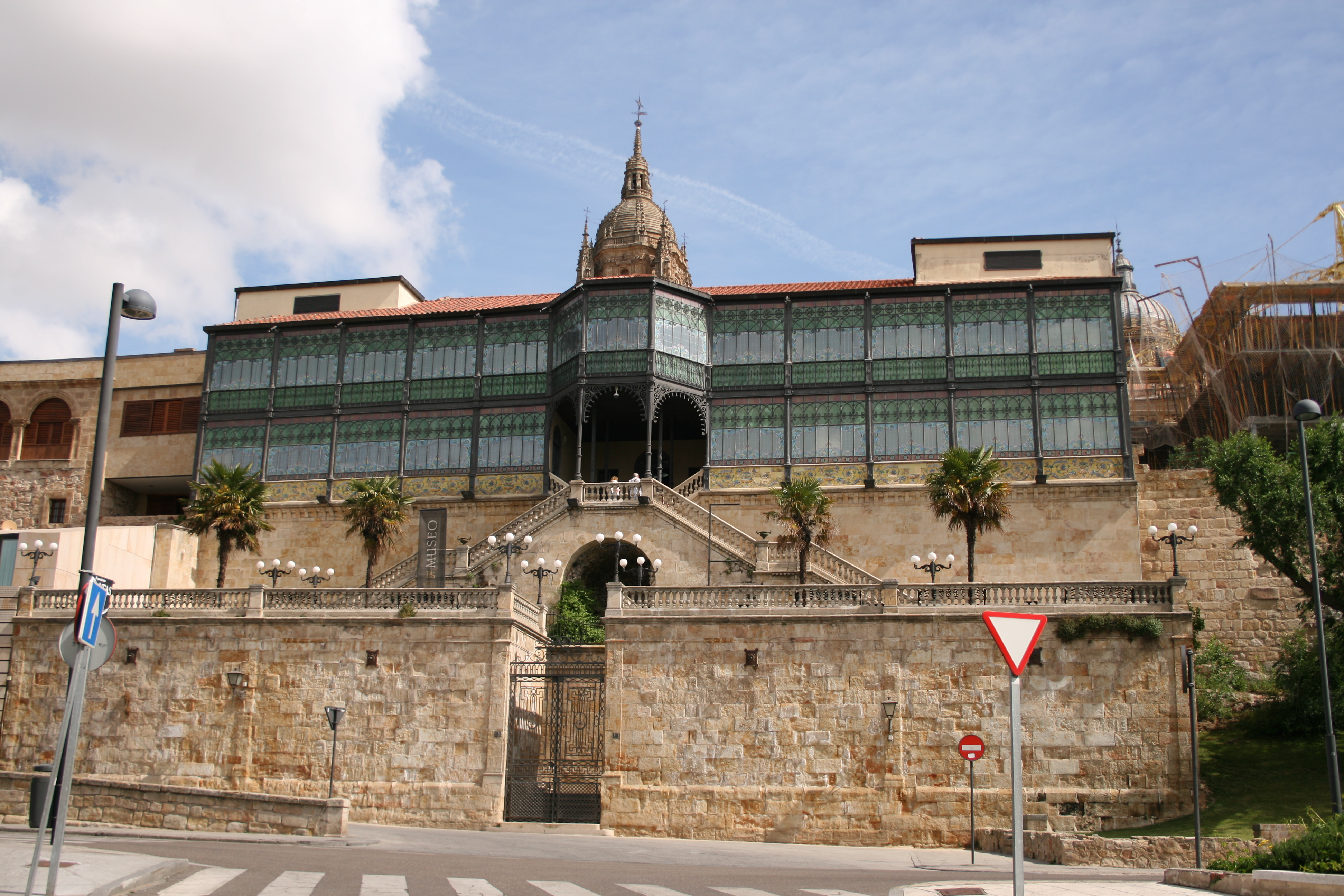
Musée Casa Lis à Salamanque où est conservée la Salome de Federico Beltrán Masses

- En 1938, il est membre du jury pour l'élection de Miss France[2], comme en 1936.

- En 1924, il est décoré de l'ordre du Cordon d’Isabelle la Catholique[1].
- Il était membre de l’Académie Royale des Beaux-Arts de Madrid.

## Musées d'exposition
- Musée national d'art moderne, Centre Pompidou, Paris
- Petit Palais, Paris
- Musée national centre d'art Reina Sofía, Madrid
- Musée de Beaux-Arts de Chambéry
- Musée du vieux château, Laval
- Musée d'art déco et d'art Nouveau Casa Lis, Salamanque

## Galerie des œuvres

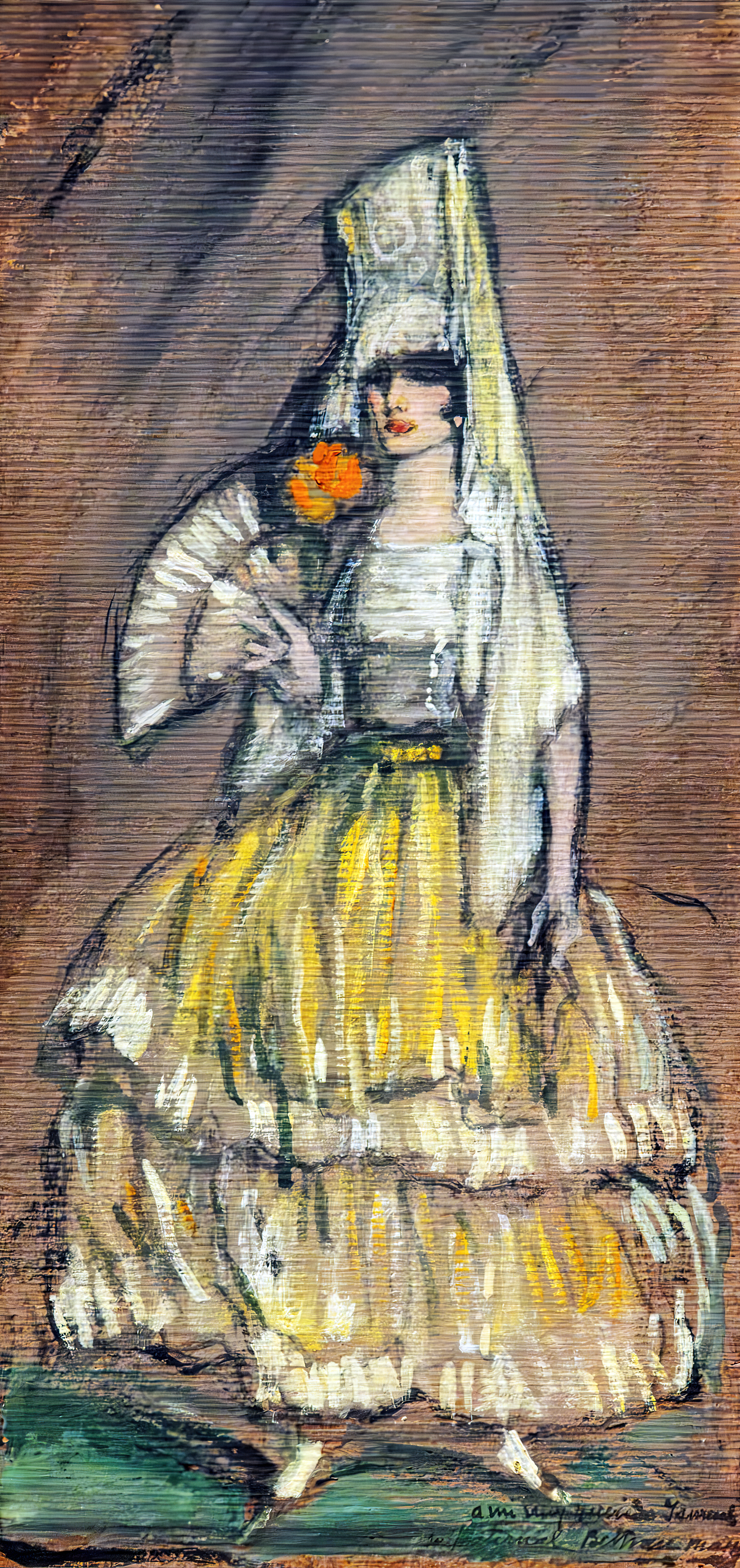
Manola en Mantille et éventail, 1915-25, MNAC
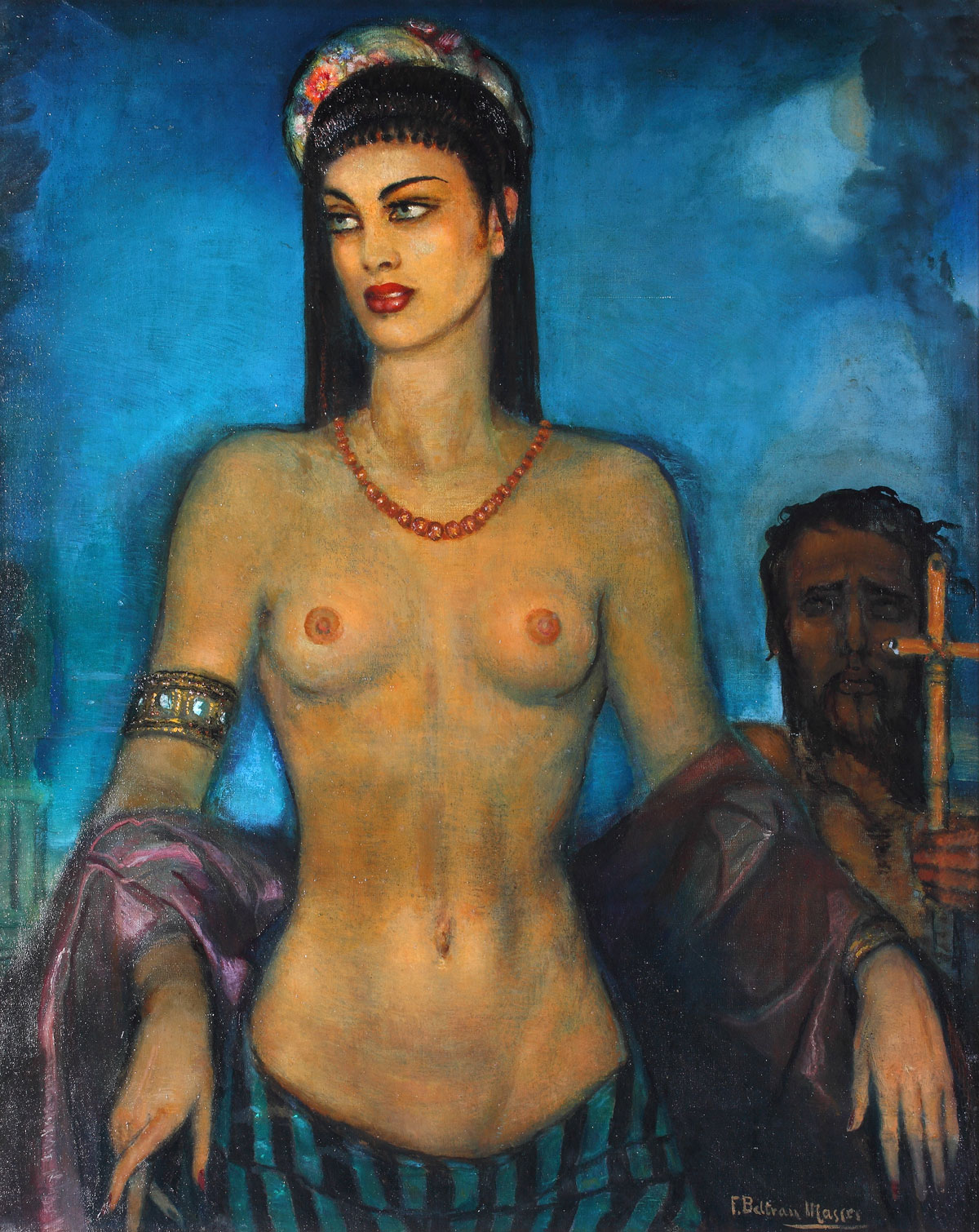
Salome, 1932.
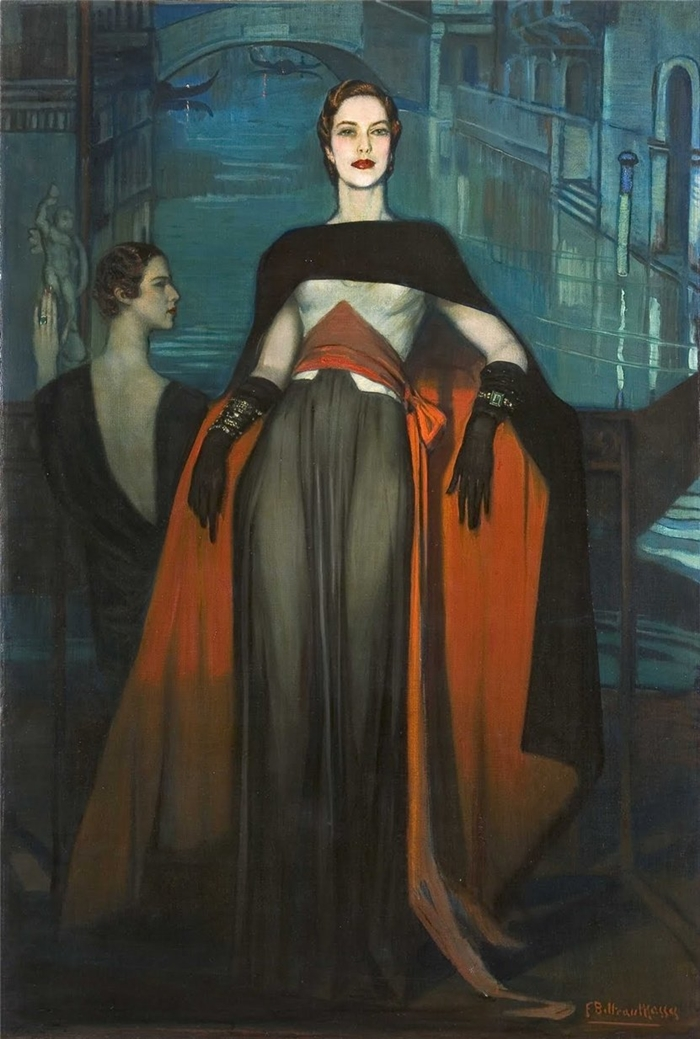
Portrait de Madeleine Bonnardel, comtesse de Montgomery, 1934.
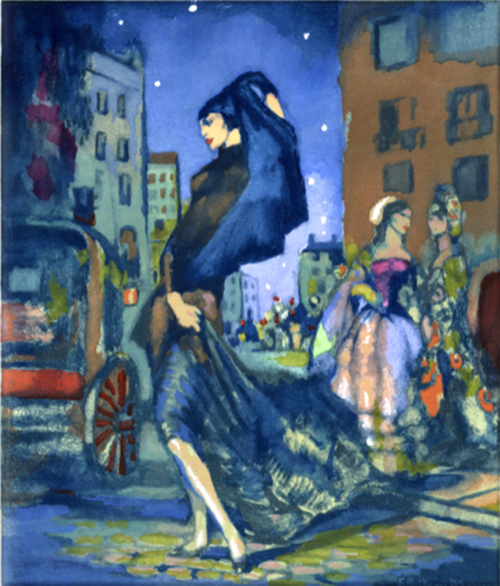
À une passante (Poème des Fleurs du Mal, de Baudelaire), 1946.